# Space Cowboys
Space Cowboys (conocida como Jinetes del espacio en Hispanoamérica y por su título original en España) es una película de ciencia ficción estadounidense, dirigida y producida por Clint Eastwood y estrenada en 2000. Eastwood también protagoniza la película junto a Tommy Lee Jones, Donald Sutherland y James Garner. La banda sonora fue compuesta por Eastwood y Lennie Niehaus.
Su trama se centra en cuatro veteranos, expilotos de guerra, enviados al espacio por la NASA para reparar un viejo satélite soviético.

## Argumento
IKON, un obsoleto satélite de comunicaciones de la URSS está a punto de caer fuera de la órbita y amenaza con entrar en la atmósfera de la Tierra. La NASA pide al ya retirado coronel Frank Corvin (Eastwood), el único capaz de entender los controles del satélite porque fue diseñado al mismo tiempo que la estación espacial Skylab durante la carrera espacial de la Guerra Fría, que capture el aparato en el espacio con el transbordador espacial. Al principio, el director de la NASA, Bob Gerson (James Cromwell) (quien en el pasado fue el superior de Corvin en la USAF) insiste en que entrene a su equipo de astronautas, a lo que Frank se niega en lo que parece un acto de chantaje.
El satélite debe ser reparado en el espacio, para poder activar su sistema de navegación, encender los motores y subir a una órbita más alta, ya que es demasiado grande como para ser transportado de manera segura a la Tierra en el transbordador espacial y Corvin es el único que sabe hacerlo porque dicho satélite está basado en un diseño suyo, que los rusos robaron años atrás para construir a IKON.
Corvin insiste en que no hay tiempo suficiente para entrenar a nadie y propone a la NASA ir él mismo con su antiguo equipo. El "Equipo Dédalo" formado por los expilotos Jerry O'Neill (Sutherland), un casanova diseñador de montañas rusas; William "Hawk" Hawkins (Jones), con un pasado tormentoso y viudo; y el exnavegante Tank Sullivan (Garner), quien ahora es un hombre de familia y pastor baptista. En 1958, de jóvenes, Corvin y Hawkins terminaron su amistad de mala manera, después de que la actitud aventurera e irresponsable de Hawkins provocase un accidente en el que ambos estuvieron a punto de morir durante una prueba con un avión experimental. Tras el accidente, la Fuerza Aérea cierra el proyecto y los cuatro miembros del equipo (Frank, Hawk, Jerry y Tank) se quedan sin su sueño de viajar al espacio, siendo sustituidos por la NASA y un chimpancé.
La prensa pronto se hace eco de la situación y los cuatro hombres se convierten en celebridades, incluso aparecen en el programa The Tonight Show con Jay Leno antes de la misión espacial.
El reunificado "Equipo Dédalo" empieza a prepararse junto a jóvenes astronautas, mostrando la gran astucia y la buena salud de los veteranos. A Hawkins, sin embargo, le diagnostican un cáncer de páncreas. Frank discute con Gerson que, tras un nuevo intento de chantaje por parte de Frank y debido a la urgencia de la misión autoriza a Hawkins a continuar para ayudar al equipo de rescate.
El transbordador espacial Dedalus alcanza la órbita sin problemas, pero al acercarse al satélite, este comienza a intentar detectar al transbordador espacial, lo que hace que Frank desconfíe. Después de iniciar la misión de reparación del satélite automático, se descubre que la agencia espacial rusa ha ocultado los detalles más importantes; el satélite es una reliquia de la Guerra Fría, que funciona como una estación espacial militar automática y porta seis misiles nucleares a bordo (lo que constituiría una violación del Tratado sobre el espacio ultraterrestre de la ONU), para ser lanzados desde el espacio contra ciudades de Estados Unidos, según lo programado en forma automática en sus computadoras, en respuesta a un ataque nuclear contra la Unión Soviética y que también puede ser operada por astronautas en su interior. Corvin tiene una discusión con Bob Gerson, acusándole de conocer la existencia de los misiles, aunque este también se muestra sorprendido por el hecho de que los rusos ocultasen esa información.
Corvin es más prudente y espera tener la mayor información posible para poder desactivar el satélite militar, pero Ethan, uno de los dos astronautas que les acompañaban como especialistas, enciende los cohetes de puesta en órbita, provocando que el satélite se active y se prepare para lanzar las ojivas termonucleares que transporta ocultas en su interior. En el proceso, uno de los cohetes se activa, haciendo que el satélite se estrelle contra el transbordador, dejando al otro especialista, Roger, inconsciente y al transbordador dañado para seguir en la misión de rescate: el brazo robot del transbordador se rompe y ya no es posible capturar el satélite militar. El satélite acaba alejándose con Ethan a varios metros del transbordador para iniciar la secuencia de disparo de los misiles.
Corvin y Hawkins intervienen con una caminata espacial: primero desactivan el satélite, y después ven que no hay suficientes cohetes de maniobra en buen estado para estabilizar su órbita actual y elevarlo para dejarlo fuera de la posición de disparo de los misiles nucleares. Con el tiempo corriendo, deciden utilizar el impulso de los misiles del satélite para alejarlo, al cambiar su dirección hacia el espacio con la Luna como referencia, programando nuevamente las computadoras del satélite para designar a la Luna como un objetivo. Sólo hay un problema: alguien tiene que lanzar manualmente los misiles para asegurarse de que no entran en una trayectoria ligada a la Tierra y retornen, porque su tecnología es muy antigua y no permite hacerlo a control remoto.
Hawkins se sacrifica voluntariamente para este fin, ya que es el mejor piloto del grupo y se está muriendo por su enfermedad de todos modos. Cuando llega el momento, Hawk apunta el satélite militar a la Luna con los motores de posición del satélite en forma manual, para viajar a la Luna, su ambición de toda la vida, con el impulso de los motores de los misiles nucleares que estaban desplegados a los costados del satélite, pero sin soltarlos al desconectar los cables de su lanzamiento final, y el plan es soltar las ojivas nucleares a medio camino hacia la Luna, para que se pierdan en el espacio.
Frank vuelve con Ethan inconsciente al transbordador, mientras tanto, el resto de la tripulación del transbordador no está fuera de peligro, las computadoras del transbordador no están respondiendo para el ingreso atmosférico automático y la mayoría de los sistemas de propulsión están dañados. Los controladores de la NASA deciden que hagan un ingreso atmosférico manual, tratando de calcular el punto de fricción de temperatura y resistencia del fuselaje del transbordador espacial, pero esto podría dañar el escudo térmico y los controles de la nave para un aterrizaje seguro en tierra, entonces la tripulación del transbordador debe abandonar la nave de emergencia a una gran altitud y velocidad, volando la escotilla de la nave, abandonan la nave saltando en paracaídas, según un plan de emergencia ya establecido y que el transbordador espacial se estrelle en el océano Atlántico.
Los astronautas más jóvenes se han lanzado en paracaídas a una gran altitud y velocidad, mientras que Tank se niega a dejarlo solo en el transbordador, al igual que Jerry, entonces Corvin realiza un aterrizaje perfecto en el Centro Espacial Kennedy, a pesar de todo el daño que sufrió la nave.
La película finaliza con una escena en la Luna (con el tema Fly me to the Moon de Frank Sinatra de fondo), donde se muestra que Hawkins sobrevivió al alunizaje, con ayuda del oxígeno suministrado por el satélite militar, que también podía estar operado por astronautas en su interior en forma opcional, lo suficiente como para cumplir su sueño de caminar en la Luna y observar a la Tierra desde allí.

## Reparto
- Clint Eastwood como Frank Corvin.
  - Toby Stephens como Frank Corvin de joven.
- Tommy Lee Jones como William "Hawk" Hawkins.
  - Eli Craig como "Hawk" Hawkins de joven.
- Donald Sutherland como Jerry O'Neill.
  - John Mallory Asher como Jerry O'Neill de joven.
- James Garner como Tank Sullivan.
  - Matt McColm como Tank Sullivan de joven.
- James Cromwell como Bob Gerson, director de la NASA.
  - Billie Worley como Bob Gerson de joven.
- Marcia Gay Harden como Sara Holland, ingeniera de la NASA.
- William Devane como Eugene Davis.
- Loren Dean como Ethan Glance.
- Courtney B. Vance como Roger Hines.
- Rade Šerbedžija como el general Vostow.
- Barbara Babcock como Barbara Corvin.
- Blair Brown como la doctora Anne Caruthers.
- Jay Leno como él mismo.
- Jon Hamm como un joven piloto.

## Producción
Al principio estaba planeado, que el actor Sean Connery iba a interpretar a Jerry O'Neil y Jack Nicholson Tank Sullivan, pero al final Donald Sutherland y James Garner fueron elegidos para esos papeles respectivamente.
El rodaje se inició en julio de 1999 y duró tres meses, algo habitual en las producciones de la Malpaso. Las escenas exteriores fueron filmadas en localizaciones de la NASA, en concreto en el Centro Espacial Lyndon B. Johnson (Houston, Texas), en el Centro Espacial John F. Kennedy (Cabo Cañaveral, Florida) y en la Estación de la Fuerza Aérea de Cabo Cañaveral. Finalmente las escenas nocturnas donde Tommy Lee Jones y Marcia Gay Harden están solos fueron filmadas en la Universidad de Houston en uno de sus estacionamientos. En cuanto a las tomas interiores, como la cabina de la nave espacial o la sala de control de la NASA, esas se realizaron en simuladores de vuelo o en escenarios montados en los estudios de la Warner Bros.

## Recepción
Space Cowboys fue bien recibida por el público y tiene una clasificación de 79% en Rotten Tomatoes, mientras que en Metacritic la película tiene una valoración de 73 sobre 100. Recaudó más de 90 millones de dólares en los Estados Unidos, más que las dos anteriores películas de Clint Eastwood juntas (Ejecución inminente y Poder absoluto).